# Killarney
Killarney (irsko Cill Airne, pomeni 'črni trn') je mesto v grofiji Kerry, Irska, na jugozahodu države.
Mesto je na severovzhodni obali jezera Lough Leane, ki je del  Killarneyjskega narodnega parka, v njem so stolnica svete Marije, Rossov grad, Muckross House in samostan, Killarneyjska jezera, MacGillycuddy's Reeks, gori Purple in Mangerton, slapa Dunloe in Torc. Naravna dediščina, zgodovina in lega ob cesti Ring of Kerry so naredili Killarney za priljubljen turistični cilj.
Killarney je leta 2007 dobil nagrado za najlepše vzdrževano mesto (Best Kept Town) na čezmejnem natečaju, ki sta ga skupaj organizirala Ministrstvo za okolje in Severna Irska. Leta 2011 je bil razglašen za najtišje mesto na Irskem in najčistejše mesto v državi.

## Zgodovina
Killarney je vidno zaznamoval zgodnjo irsko zgodovino predvsem z verskimi naselji, ki so pomemben del zgodovine. Prvo pomembno zgodovinsko naselje je bil samostan na bližnjem otoku Innisfallen, ki ga je leta 640 ustanovil sveti Finian in je deloval približno 850 let. 
Innisfallen ali Inishfallen (irsko Inis Faithlinn, pomeni 'Faithlinin otok') je otok v jezeru Lough Leane, ki je eno od treh Killarneyjskih jezer v okrožju Kerry. Na njem so ruševine samostana Innisfallen, enega najpomembnejših arheoloških ostankov iz zgodnjega krščanskega obdobja v narodnem parku Killarney. V obdobju okoli 300 let od teh so menihi napisali Innisfallensko kroniko (Annals of Innisfallen) zgodnje irske zgodovine, kot je bila znana menihom. Menihi so opustili samostan 18. avgusta 1594, ki ga je razpustila Elizabeta I.
Lega samostana na otoku naj bi bila podlaga za ime Lough Leane (irsko Loch Léin), kar v angleščini pomeni 'jezero učenja'. Irski visoki kralj Brian Boru se je izobraževal v Innisfallnu v času Maelsuthaina O'Carrolla, ki je morda avtor kronike. 
V poletnih mesecih lahko turisti obiščejo otok z ladjami, ki odplujejo od gradu Ross.
Aghadoe, mestno jedro, ki je današnji Killarney, je morda nastalo kot poganski verski prostor . Nahajališče  je bilo povezano tudi z misijonarjem svetim Abbanom iz 5. stoletja, ogromni kamni iz 7. stoletja pa označujejo prve jasne dokaze, da je bil Aghadoe  pomembno mesto. Po legendi je sveti Finian v 6. in 7. stoletju v Aghadoeu ustanovil samostan. Prvi pisni zapis o samostanu je iz leta 939 v Innisfallenski kroniki, kjer je samostan Old Abbey.
Po anglonormanskem vdoru na Irsko leta 1169 so Normani v Aghadoeu zgradili grad Parkavonear, ki je bil morda opozorilna postaja zaradi svojega razgleda na celotno dolino in jezera.
Grad Ross je na obrežju jezera zgradil lokalni vladajoči klan O'Donoghues Mor (Ross) v poznem 15. stoletju. Lastništvo gradu se je spremenilo, ko se je uprl grof Desmond v 1580-ih proti Macu Cartyiju Moru.
Samostan Muckross je Donal McCarthy Mor ustanovil leta 1448 kot frančiškanski samostan.  Cromvellove sile pod generalom Ludlowom so ga leta 1654 požgale, danes je v ruševinah.
Killarney je bil močno vpleten v irsko vojno za neodvisnost. Mesto in celotna pokrajina sta bila močno povezana z republikanci, zato so bili spopadi z britanskimi silami pogosti. Velik južni hotel (ki se zdaj imenuje hotel Malton) so za nekaj časa zavzeli Britanci , pa tudi pisarne, vojašnico, varovanje sosednje železniške postaje. Med pomembnimi dogodki med vojno je bila zasedba Headford Ambusha, ko je IRA napadla železniški vlak nekaj milj od mesta.
Po premirju in pogodbi so nesoglasja naraščala, Killarney pa je tako kot mnoga druga območja  trpel zaradi vse več grozodejstev med državljansko vojno. Dan po pokolu v Ballyseedyju je bilo v Killarneyju umorjenih pet republikanskih zapornikov.

## Razvoj turizma
Turistična zgodovina Killarneyja sega vsaj v sredino 18. stoletja, ko je Thomas, četrti vikont Kenmara, začel privabljati obiskovalce in nove prebivalce v mesto. 1747 je pomembno leto, ki so se ga spomnili ob 250-letnem praznovanju v čast zgodovine turizma v Killarneyju. Obisk kraljice Viktorije leta 1861 je mesto naredil mednarodno prepoznavno.
Killarneyju je zelo koristil prihod železnice v juliju 1853. Britanski trgovski založnik Isaac Slater je opozoril, da so bili leta 1846 trije hoteli v mestu, leta 1854, eno leto po prihodu železnice, pa je James Fraser omenjal sedem hotelov in opisal njihove lokacije:
Železniški hotel nasproti železniške postaje; Kenmare Arms in Hibernia, ki sta na glavni ulici in takoj nasproti cerkve ... Victoria, ki je približno miljo zahodno od mesta na obrežju spodnjega jezera; Lake View, ki je približno na enaki oddaljenosti vzhodno od mesta in tudi na obali spodnjega jezera; Muckross približno dve in pol milji oddaljen in v bližini jezera Muckross in Torc, ki stoji na višini na hribu, ki se dviga takoj za hotelom Lake, približno kilometer in pol od mesta. 
Leta 1858 je na Irskem rojen viktorijanski novinar Samuel Carter Hall omenjal hotel O'Sulivan in Innisfallen namesto Hibernie in Torca, Isaac Slater pa je leta 1846 omenil Hibernijo. Napisal je, da so bili takrat izleti na Ring of Kerry že množični in Killarney je veljal za izhodiščno točko stotine deset milj dolgih poti. Bil je očaran zaradi vztrajnosti konj na dvodnevnih potovanjih in dajal jasne nasvete drugim potnikom:
To je navodilo za obisk tistim, ki potujejo po tej poti in niso v stiski s časom, naj najamejo voz v hotelu v Killarneyju in nadaljujejo z njim "naokoli". Čudovito je, kaj lahko ti v gorah vzrejeni konji zmorejo, po trideset kilometrov skupaj ali celo petdeset kilometrov v enem dnevu. 
Omenjal je hotela v Glenbeighu in Watervillu skupaj z "udobno gostilno", ki je zdaj The Butler Arms Hotel.

### Veslanje
V mestu je šest veslaških klubov, ki imajo bogato zgodovino, najstarejša irska regata Killarney je vsako leto prvo ali drugo nedeljo v juliju. Slog veslanja na regati je tradicionalen, sedeži za veslače so pričvrščeni v širokih, lesenih šestih čolnih.

## Znamenitosti
- Aghadoe
- Killarneyjski dvorec
- Killarneyjski narodni park
- Killarneyjska jezera
- Muckross House
- Rossov grad
- Stolnica svete Marije
- Črna dolina (Black Valley)

## Pobratena mesta
Killarney je pobraten z mesti:
- Italija Castiglione di Sicilia, Italija, od 1986
- # Concord (North Carolina), ZDA, od 1993
- # Springfield (Illinois), ZDA, od 1996/97
- # Cooper City, Florida, ZDA, od 2003
- Združeno kraljestvo Kendal, Cumbria, Združeno kraljestvo,od 2004
- Francija Saint-Avertin, departma Indre-et-Loire, Francija, od 2004
- Nemčija Pleinfeld, Bavarska, Nemčija, od 2007
- # Myrtle Beach, South Carolina, ZDA, od 2007
- Švedska Staffanstorp, provinca Skåne län, Švedska, od 2008